# Карл-Густав Врангель
Карл-Густав Врангель (швед. Carl Gustaf Wrangel; 23 грудня 1613, Уппсала  — 5 липня 1676, Рюген)  — граф шведський адмірал і фельдмаршал, який командував армією на заключному етапі Тридцятилітньої війни. Його ім'я носить місто Врангельсбург. Крім того, йому належав Врангельський палац у Стокгольмі.

## Біографія

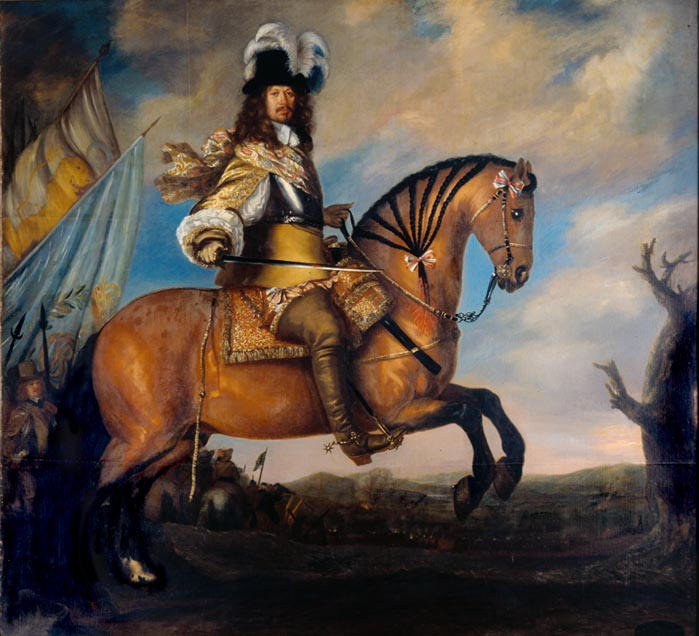
Давид Клекер-Еренштраль

### Ранні роки
Син Лівоньського генерал-губернатора і фельдмаршала Германа Врангеля, представник знаменитого прибалтійського роду Врангелів.
На військову службу поступив у 1627 році і брав участь у походах Густава-Адольфа у Німеччину. У 19 років він вступив до шведських військ і брав участь у битві під Лютценом 1632. 1641 році був вже генерал-майором; у 1643 році — адміралом шведського флоту і 13 жовтня 1644 року розбив данський флот біля острова Фемарн; потім командував військами у Гольштейні й Сілезії.

### Кар'єра
У 1646 році, отримавши графський титул, командував військами у Німеччині. Об'єднавшись з французькими військами, колишніми під начальством Тюренна, він примусив курфюрста баварського укласти мир (14 березня 1647). Але, незабаром курфюрст знову підняв зброю і був вдруге розбитий шведами і французами у 1648 році, після чого Врангель заволодів Баварією і керував нею до укладення миру.
У 1648 році, по закінченні Тридцятирічної війни Карл-Густав був призначений генерал-губернатором Шведської Померанії.
1651 року отримав графство Салміс в Фінляндії. У 1655 році він супроводжував короля Карла-Густава до Польщі і брав участь у битві під Варшавою (28 липня — 30 липня 1656 року).
Під час війни з Данією Врангель заволодів фортецею Кронборг (6 вересня 1658).
Коли Людовик XIV воював з Німеччиною та Швеція приєдналася до Франції (в 1674 році), Врангель з армією в 16 000 чоловік несподівано вторгся в Бранденбург; але хвороба скоро призупинила його успіхи і шведи повинні були звільнити Бранденбург. Врангель незабаром після цього вийшов у відставку і помер в 1676 році.

## Сім'я
1640 року одружився з німецькою дворянкою Анні Маргариті фон Гаугвітц в польовому таборі біля містечка Заальфельд в Німеччині. Вони мали одинадцять дітей (два приймані), з яких тільки три дочки пережили батьків.
Діти:
- Ганнібал Густав (1641—1643)
- Маргарета Юліанна (1642—1701)
- Ахіллес (1643—1648)
- Август Гедеон (1645—1648)
- Карл Філіп (1648—1668)
- Елеонора Софія (1651—1687)
- Шарлотта Аеміля (1652—1657)
- Христина (1654—1657)
- Полюдора Крістіана (1655—1675)
- Августа Аврора (1658—1699)
- Герман (народився і помер 1661)